# Йербас-Буэнас
Йербас-Буэнас (исп. Yerbas Buenas) — посёлок в Чили. Административный центр одноимённой коммуны. Население — 1595 человек (2002). Посёлок и коммуна входит в состав провинции Линарес и области Мауле.
Территория — 262 км². Численность населения — 18 081 жителя (2017). Плотность населения — 69 чел./км².

## Расположение
Посёлок расположен в 37 км на юг от административного центра области города Талька и в 10 км на север от административного центра провинции  города Линарес.
Коммуна граничит:
- на севере — c коммуной Сан-Клементе
- на востоке — с коммуной Кольбун
- на юге — c коммуной Линарес
- на западе — c коммунами Сан-Хавьер-де-Лонкомилья, Вилья-Алегре

## Демография
Согласно сведениям, собранным в ходе переписи 2017 г  Национальным институтом статистики (INE),  население коммуны составляет:
| Полное население                          | Полное население                          | Полное население                          | Полное население                          | Полное население                          | 18 081 |
| ----------------------------------------- | ----------------------------------------- | ----------------------------------------- | ----------------------------------------- | ----------------------------------------- | ------ |
| в том числе:                              | Городское население                       | 6 187                                     | Процент городского населения, %           | 34,22                                     |        |
|                                           | Сельское население                        | 11 894                                    | Процент сельского населения, %            | 65,78                                     |        |
|                                           | Мужское население                         | 9 125                                     | Процент мужского населения, %             | 50,47                                     |        |
|                                           | Женское население                         | 8 956                                     | Процент женского населения, %             | 49,53                                     |        |
| Плотность населения, чел/км²              | Плотность населения, чел/км²              | Плотность населения, чел/км²              | Плотность населения, чел/км²              | Плотность населения, чел/км²              | 69.00  |
| Население коммуны в % к населению области | Население коммуны в % к населению области | Население коммуны в % к населению области | Население коммуны в % к населению области | Население коммуны в % к населению области | 1,73   |

### Важнейшие населенные пункты коммуны
- Йербас-Буэнас (посёлок) — 1595 жителей
- Абранкиль (посёлок) — 1357 жителей

## Известные уроженцы
- Макс Хара (1886—1965) — чилийский поэт.